# Soritidae
Famille
Les Soritidae forment une famille de foraminifères à test calcaire.

## Liste des sous-familles et genres
Selon World Register of Marine Species (13 avril 2017) :
- sous-famille des Archaiasinae Cushman, 1927
  - genre Androsina Levy, 1977
  - genre Archaias Montfort, 1808
  - genre Cycloputeolina Seiglie & Grove, 1977
  - genre Cyclorbiculina A. Silvestri, 1937
  - genre Cyclorbiculinoides Robinson, 1974 †
  - genre Globoflarina Rahaghi, 1978 †
  - genre Miosorites Seiglie & Grove, 1977 †
  - genre Parasorites Seiglie & Rivera, 1977
- sous-famille des Fusarchaiasinae Saidova, 1981 †
  - genre Fusarchaias Reichel, 1952 †
- sous-famille des Opertorbitolitinae Loeblich & Tappan, 1986 †
  - genre Opertorbitolites Nuttall, 1925 †
  - genre Somalina Silvestri, 1939 †
- sous-famille des Praerhapydionininae Hamaoui & Fourcade, 1973 †
  - genre Cycledomia Hamaoui, 1964 †
  - genre Edomia Henson, 1948 †
  - genre Globoreticulina Rahaghi, 1978 †
  - genre Lamarmorella Cherchi & Schroeder, 1975 †
  - genre Mandanella Rahaghi, 1983 †
  - genre Murgella Sinni, 1965 †
  - genre Praerhapydionina Wessem, 1943 †
  - genre Praetaberina Consorti, Caus, Frijia & Yazdi-Moghadam, 2015 †
  - genre Pseudorhapydionina Castro, 1971 †
  - genre Pseudorhipidionina Castro, 1971 †
  - genre Scandonea Castro, 1971 †
  - genre Taberina Keijzer, 1945 †
- sous-famille des Soritinae Ehrenberg, 1839
  - genre Amphisorus Ehrenberg, 1839
  - genre Azzarolina Vicedo & Serra-Kiel, 2015 †
  - genre Discolithus Fortis, 1801 †
  - genre Marginopora Blainville, 1830
  - genre Orbitolites Lamarck, 1801 †
  - genre Sorites Ehrenberg, 1839
  - genre Yaberinella Vaughan, 1928 †